# Posadaea
Posadaea é um género botânico pertencente à família Cucurbitaceae.

## Espécies
- Posadaea sphaerocarpa Cogn.

1. ↑  «Posadaea — World Flora Online». www.worldfloraonline.org. Consultado em 19 de agosto de 2020